# Jean Paul Vuillemin
Jean Paul Vuillemin (Docelles, 13 febbraio 1861 – Nancy, 29 giugno 1932) è stato un micologo francese.

## Biografia
Studiò presso l'Università di Nancy, guadagnando il dottorato di medicina nel 1884. Nel 1892 conseguì il dottorato in scienze presso la Sorbona e dal 1895 al 1932 fu professore di storia naturale presso la facoltà medica di Nancy.
Descrisse i generi Spinalia e Zygorhynchus. Il genere di funghi Vuilleminia (Maire) fu chiamato in suo onore. Nel 1889 usò il termine "antibiotico" quando descrisse la piocianina, una sostanza.
L'Accademia francese delle scienze gli ha assegnato il Prix Montagne nel 1902.

## Opere principali
- Sur les homologies des mousses, 1886.
- Les Tubercules radicaux des légumineuses, 1888.
- Les champignons, 1912.
- Les animaux infectieux, 1929.
- Les Champignons parasites et les mycoses de l'homme, 1931.[3]